# Autopista del Café
Las Autopistas del Café S.A. es una empresa concesionaria encargada de la construcción, operación y mantenimiento de la vía que conecta, entre otros municipios, a las ciudades de Armenia, Pereira, Manizales, Calarcá y el centro poblado de La Paila en Colombia. Esta concesión, que abarca 256 km de infraestructura vial, fue adjudicada mediante el contrato de concesión No. 113 de 1997 suscrito con el Instituto Nacional de Vías.
En cuanto a su estructura empresarial, Autopistas del Café S.A. es una sociedad anónima en la que participan varios accionistas. Entre ellos, Odinsa posee una participación mayoritaria del 62%, mientras que Megaproyectos S.A. detenta el 22% de las acciones. Aunque la empresa no se presenta formalmente como un consorcio, su composición accionaria refleja una colaboración entre diferentes entidades para la gestión de la concesión vial.
El contrato de concesión está programado para finalizar en febrero de 2027, momento en el cual la infraestructura vial será revertida a la nación. Actualmente, se están evaluando propuestas para una nueva concesión que permita continuar con el desarrollo y mantenimiento de esta vía.

## Tramos

### Tramos Actuales[4]
| Tramo | Inicio                 | Final                  |
| ----- | ---------------------- | ---------------------- |
| 01    | Chinchiná              | Manizales              |
| 02    | Armenia                | Club de tiro (Pereira) |
| 05    | Club de tiro (Pereira) | Chinchiná              |
| 06    | El Mandarino (Pereira) | Santa Rosa de Cabal    |
| 07    | La Paila (Zarzal)      | Calarcá                |

## Variantes

### Variantes Actuales[5]
| Departamento | Código | Variante                    | Clasificación SINC       | Administración | Longitud km. | % En Doble Calzada | % Pavimentado |
| ------------ | ------ | --------------------------- | ------------------------ | -------------- | ------------ | ------------------ | ------------- |
| Risaralda    | 29RSC  | Variante Romelia - El Pollo | Troncal del Eje Cafetero | Concesión ANI  | 10,67        | 0%                 | 100%          |
| Risaralda    | 29RSC  | Variante Romelia - El Pollo | Troncal del Eje Cafetero | INVIAS         | 13,10        | 0%                 | 100%          |
| Risaralda    | 29RSD  | Variante Condina            | Troncal del Eje Cafetero | Concesión ANI  | 13,20        | 0%                 | 100%          |

## Estaciones de Peaje
- Peaje Pavas (Entre Manizales y Chinchiná)
- Peaje San Bernardo (Entre Manizales y Chinchiná)
- Peaje Santágueda (Entre Manizales y Chinchiná)
- Peaje Tarapacá I (Entre Chinchiná y Santa Rosa de Cabal)
- Peaje Tarapacá II (Entre Chinchiná y Santa Rosa de Cabal)
- Peaje Circasia (Entre Pereira y Armenia)
- Peaje Corozal (Entre Armenia y La Paila)